# Nonan
Nonan (C9H20) je sloučenina, patří mezi alkany. Má 35 strukturních izomerů.
Radikál odvozený od nonanu se nazývá nonyl. Odpovídajícím cykloalkanem je cyklononan. Nachází se v ropě.

## Podobné sloučeniny
- Oktan
- Dekan